# Hyper Light Breaker
Hyper Light Breaker é um jogo eletrônico roguelike desenvolvido pela Heart Machine e publicado pela Arc Games. Ele serve como prequela de Hyper Light Drifter (2016). O jogador controla um "Breaker" que se aventura no Overgrowth para derrotar o Rei do Abismo. O jogo foi lançado para acesso antecipado em 14 de janeiro de 2025.

## Jogabilidade
Breaker se passa em uma perspectiva de terceira pessoa, e o jogador pode misturar armas brancas e de longo alcance. Cada "Breaker" pode escolher uma classe e habilidades que afetam a jogabilidade. Para atravessar o mundo, os Breakers podem usar hoverboards, planadores e escalar paredes. Assim como em outros roguelikes, quando o jogador morre, um novo mundo é gerado aleatoriamente. O jogo suporta multijogador, com até três jogadores podendo se juntar em um mundo. Para vencer, o jogador precisa derrotar uma série de chefes regionais para lutar contra o Rei do Abismo. Entre as corridas, o jogador pode explorar uma cidade central.
Personagens não jogáveis podem ser encontrados em todo o mundo, e o jogador pode conversar com eles. Assim como em Hyper Light Drifter, não há diálogo falado no jogo, em vez disso, os personagens comunicam informações ao jogador por meio de quadros de histórias em quadrinhos.

## Desenvolvimento
Originalmente, cada bioma foi concebido para ser um nível separado, mas devido à quantidade de trabalho necessária para expandir cada um, todos foram consolidados em um único mundo. Muitos dos sistemas do jogo são baseados naqueles criados para o título anterior do estúdio, Solar Ash.
A Gearbox Publishing San Francisco foi listada originalmente como a editora antes de sua mudança de marca para Arc Games após a venda da Gearbox Software para a Take-Two Interactive.
O lançamento de acesso antecipado do jogo foi originalmente agendado para o final de 2023, mas após vários atrasos, o jogo finalmente foi lançado em acesso antecipado em 14 de janeiro de 2025.